# Asendorf (Harburg)
Pour les articles homonymes, voir Asendorf.
Asendorf est une municipalité allemande du land de Basse-Saxe, située dans l'arrondissement de Harburg.